# Jože Bauer
Jože Bauer, slovenski delavski organizator, * 18. marec 1895, Ribnica na Pohorju, † 25. marec 1986, Celje.

## Življenje in delo
Jože Bauer, steklarski delavec, se je 1910 zaposlil v Zagorju ob Savi. Leta 1920 je postal član Komunistične partije Jugoslavije (KPJ), bil član izobraževalnega društva Vesna, dejaven v delavskem sindikatu, sodeloval 1924 v trboveljskem spopadu z Orjuno in 1928 vodil uspešno splošno stavko jugoslovanskih steklarjev v Zagorju. V tem času je bil sekretar okrajnega komiteta KPJ v zasavskih revirjih. Po ukinitvi zagorske steklarne je odšel v Paraćin (Srbija) tam nadaljeval politično delo in bil zaradi tega večkrat v zaporu. Po koncu vojne se je vrnil v Slovenijo in bil steklopihalec v tovarni kristalnega stekla v Rogaški Slatini in od 1949 predavatelj na tamkajšnji steklarski šoli.